# Franco Buffoni
Franco Buffoni (Gallarate, 3 marzo 1948) è un poeta, saggista e traduttore italiano.

## Biografia
Franco Buffoni, una delle voci poetiche più significative della lirica italiana di fine Novecento e dei primi anni Duemila, nasce il 3 marzo 1948 a Gallarate, in cui trascorre l'infanzia e l'adolescenza, segnate dalla presenza di un opprimente principio di autorità proveniente in parte dalla società e dalla scuola, ma soprattutto dalla figura del rigido padre (Piero Buffoni, ufficiale dell'esercito italiano durante la seconda guerra mondiale), educatore aggressivo e repressivo, refrattario ad accettare l'identità sessuale del figlio. Il rapporto col padre segna nel profondo lo scrittore e infatti torna in molte delle sue opere sia in prosa sia in poesia. La madre (Luciana Buffoni) invece è una figura a cui il poeta pare più legato affettivamente, ma resta pur sempre timorosa e remissiva nei confronti del marito, essendo stata educata «dal cattolicesimo nel fascismo e dal fascismo nel cattolicesimo». Lo stesso Buffoni ha dichiarato a proposito di questo periodo della sua vita di essersi sentito «terribilmente compresso nell'età fragile» avendo vissuto in una condizione di solitudine doppia, legata all'adolescenza e all'omosessualità.
In seguito, nel 1967 si trasferisce a Milano per frequentare l'Università Bocconi laureandosi con lode in Lingue e letterature straniere con una tesi sul Portrait of the Artist as a Young Man di James Joyce nel 1971. In questi quattro anni ha modo di stringere amicizia con i poeti Milo De Angelis, Angelo Lumelli, Michelangelo Coviello e con la figura fondamentale per il futuro movimento LGBT Mario Mieli, con le riunioni poetiche in via Col di Lana, anche talvolta con presenza di poeti di precedenti generazioni quali Giovanni Raboni, Antonio Porta, Emilio Isgrò e Giovanni Giudici. Negli anni settanta intraprende la carriera accademica, tenendo come referente più che altro il mondo anglosassone. Buffoni deve al suo intenso impegno all'interno dell'Università il motivo del relativo ritardo nell'esordio come poeta, che avviene nel 1978 nella rivista Paragone su invito di Giovanni Raboni, per poi uscire l'anno seguente con la prima silloge, edita nei quaderni collettivi di Guanda, col titolo Nell'acqua degli occhi (1979). A essa seguono numerose raccolte pubblicate durante gli anni Ottanta, Novanta e il primo decennio degli anni Duemila, tra cui Suora Carmelitana e altri racconti in versi (Guanda, 1997), Premio Nazionale Letterario Pisa 1998,
Il profilo del Rosa (Mondadori, 2000), Guerra (Mondadori, 2005), riunite poi nell'Oscar Mondadori del 2012, che si conclude con la silloge Roma (2009) e qualche inedito del suo libro seguente, Jucci. Le successive raccolte poetiche relative agli anni dieci del Duemila sono: Jucci (2014), O Germania (Interlinea, 2015), Avrei fatto la fine di Turing (Donzelli, 2015), Personae (2017), un unicum nella sua opera, essendo un libro di poesia scritto in forma teatrale, La linea del cielo (Garzanti, maggio 2018) e Betelgeuse e altre poesie scientifiche (Mondadori 2021)
Inoltre, Franco Buffoni si è distinto come saggista, traduttore e traduttologo. Dal 1989 è direttore della rivista sulla teoria e pratica della traduzione poetica «Testo a fronte» e dal 1991 è curatore dei Quaderni italiani di poesia contemporanea, pubblicati ogni due anni. È stato professore ordinario di Letteratura inglese e Letterature Comparate presso l'Università degli Studi di Cassino e del Lazio Meridionale. Ha tradotto tra gli altri John Keats, Donald Barthelme, Robert Fergusson, George Gordon Byron, Samuel Taylor Coleridge, Rudyard Kipling, Oscar Wilde, Seamus Heaney e William Butler Yeats, pubblicando i tre quaderni di traduzione Songs of Spring (1999), Una piccola tabaccheria (2012), Il vino delle fate (2022).
Ricordiamo che dal 2006 è autore anche di libri in prosa, che ibridano narrativa, biografia e saggistica, spaziando da romanzi autobiografici come La casa di via Palestro (2014) a romanzi-saggi sotto forma di dialogo come Più luce, padre. Dialogo su Dio, la guerra e l'omosessualità (2006), per cui Guido Mazzoni ha utilizzato il termine «docu-fiction». Già vincitore in passato di una edizione, dal 2010 presiede la giuria del premio letterario Giuseppe Tirinnanzi. A partire dagli anni Duemila si è impegnato attivamente per i diritti civili LGBT, pubblicando libri in prosa di divulgazione quali Laico alfabeto in salsa gay piccante, romanzi-saggi in forma di dialogo come Zamel (2009), ambientato in Tunisia, in forma di biografia quale Il servo di Byron (2012), ambientato nell'Inghilterra dell'Ottocento, il peculiare Due pub tre poeti e un desiderio (2019), su George Byron, Oscar Wilde e W.H. Auden, in occasione della celebrazione dei 50 anni dai moti di Stonewall, Silvia è un anagramma (2020), su Leopardi, Pascoli e Montale, e infine Vite negate (FVE 2021) e Il Gesuita (FVE 2023), leggibile anche come l'esito di una peculiare linea lombarda della narrativa gay trapiantata a Roma, che da Gadda attraverso Arbasino giunge a Buffoni. Il suo archivio è conservato presso il Centro per gli studi sulla tradizione manoscritta di autori moderni e contemporanei dell'Università di Pavia.

## Critica all'opera poetica
Lo studio di riferimento sull'opera omnia di Franco Buffoni è la recente monografia di Francesco Ottonello, Franco Buffoni un classico contemporaneo. Eros, scientia, traduzione (Pensa MultiMedia, 2022) da cui deriva l'impostazione della lettura che segue.
L'esordio di Buffoni può essere ricollegato, da una parte, alla poesia in re della linea lombarda, così denominata da Luciano Anceschi, dall'altra subisce influenze dalla poesia anglosassone e francese. Nei primi tre libri (Nell'acqua degli occhi, I tre desideri, Quaranta a quindici) prevale, dunque, una forte presenza di ironia e giocosità, a cui fa da contraltare una profonda amarezza, come sottolineò Giovanni Raboni. Scuola di Atene (Premio Sandro Penna, 1991) rappresenta invece la silloge del coming out, prevalendo motivi omoerotici palesi, poi presenti in maniera sempre più critica e approfondita nelle successive sillogi, al punto da potere considerare Buffoni una delle cinque voci poetiche più rilevanti nel Novecento al riguardo - come sottolinea Luca Baldoni - risultando centrale dopo Umberto Saba, Sandro Penna, Pier Paolo Pasolini e Dario Bellezza.
A cavallo tra gli anni novanta e i primi anni del duemiladieci viene poi pubblicata quella che Massimo Gezzi ha definito "trilogia della Bildung" (Suora Carmelitana, Il profilo del Rosa, Theios), in cui elementi autobiografici sono commisti a una riflessione a più ampio respiro sulla sofferenza, la crescita, la memoria, il rapporto tra individuo e società. Nello specifico, Il profilo del rosa (2000) risulta il momento centrale della trilogia della Bildung, ma - se vogliamo - anche dell'intera produzione poetica di Buffoni. Con la sua uscita nel 2000, si pone come un libro cardine, organico e di ampio respiro, uno di quelli che ha ricevuto maggiore attenzione critica. Roberto Cescon nel suo studio monografico lo ha definito un «polittico della memoria» capace di inglobare tematiche legate al rapporto dell'Io coi luoghi, con la letteratura stessa e con la storia, con un senso di tempo profondo che parte dagli albori della Sapiens sapiens per arrivare al termine del XX secolo. Guido Mazzoni ha parlato di una poetica dello scavo che «si affida a due tecniche complementari»: «l'epifania» e «il sopralluogo» e anche Antonella Anedda ha scritto che Buffoni «scava le storie, trovandole per sovrapposizioni e radici di memorie personali e collettive». Maria Borio pone questa raccolta come libro centrale nel passaggio della poesia tra gli anni novanta e i primi anni del duemiladieci, insieme ad altri quali Tutti di Umberto Fiori; Notti di pace occidentale di Antonella Anedda, Umana gloria di Mario Benedetti, opere che «declinano, nelle rispettive poetiche, il problema di un punto di vista lirico critico: va oltre l'esistenzialismo, l'ironia postmoderna e, in una dimensione che accetta la fluidità e l'ibridazione, rinnova l'idea di canone, di generi, ma soprattutto il rapporto tra scrittura ed etica e tra soggettività e conoscenza».
Dopo questa trilogia, si situano Del maestro in bottega (2002), raccolta sui generis, borderline tra libro di poesia, poetologia, traduttologia, traduzione, e Guerra (2005), in cui, a partire dall'esperienza paterna della seconda guerra mondiale e dai relativi documenti ritrovati negli anni novanta, Buffoni estende il nucleo, dando vita a un libro che è per Alberto Casadei un «catechismo amaro, laico e corrosivo», per Guido Mazzoni «un'anatomia della distruttività umana, un discorso sulla violenza in quanto pulsione antropologica primaria». La raccolta è caratterizzata da un affievolimento dell'Io poetico, come scrive Andrea Cortellessa da un dettato «preda di un essiccamento, di un'ossificazione».
In seguito, la poesia di Buffoni si è caratterizzata per tematiche legate anche a un impegno civile, segnalandosi per quella che è stata definita da Francesco Ottonello la "trilogia omorivendicativa" del poeta, in cui i motivi omoerotici divengono nucleo propulsore della raccolta e del progetto di poetica, a partire da un intento di rivendicazione dell'esperienza omosessuale. In Noi e loro (2008) Buffoni si concentra sull'esplorazione dell'universo erotico maschile a partire dall'esperienza di vita in Tunisia da poco conclusasi, rivendicando la figura emarginata di chi è considerato diverso dalla morale patriarcale eterosessista (immigrati, omosessuali); in Jucci (Premio Viareggio, 2015) avviene il recupero di un'esperienza più lontana nel tempo (anni settanta), legata al rapporto tragico dell'autore, tra amore e morte, con l'universo femminile; in Avrei fatto la fine di Turing (2015) l'analisi risale fino alle radici del rapporto con le figure genitoriali, a partire dall'infanzia, per distendersi su un'adolescenza travagliata, in un milieu restio ad accettare qualsiasi scostamento dalla norma eterosessuale.
Nello stesso decennio tra anni zero e dieci del Duemila escono anche Roma (2009), O Germania (2015) e Personae (2017), raccolte di poesia rispettivamente incentrate la prima sul rapporto del poeta “da lombardo” con la capitale italiana; la seconda sul rapporto simbolico dell'autore con la potenza tedesca; la terza su un'idea drammaturgico-teatrale fortemente legata alla contemporaneità. Infine, il 2018 rappresenta un momento di riflessione da parte di Buffoni sulla sua intera esistenza, con l'uscita per i suoi settant'anni del libro-intervista Come un polittico che si apre e la densa raccolta di poesia La linea del cielo, nella quale i testi costituiscono un vero e proprio viaggio in una geografia della memoria che accoglie autobiografia, letteratura e attivismo, connettendoli saldamente. Il 2021 vede la pubblicazione di un libro innovativo nel panorama italiano come Betelgeuse e altre poesie scientifiche, raccolta in cui la riflessione dell'autore si estende ad argomenti scientifici di vario ordine e genere, dalla biologia all'astronomia, per guardare con responsabile stupore verità e contraddizioni del nostro tempo.

## Opere

### Poesia
- Nell'acqua degli occhi, in "Quaderni della Fenice", presentazione Giovanni Raboni (1979)
- I tre desideri, San Marco dei Giustiniani, prefazione Giovanni Raboni (1984)
- Quaranta a quindici, Crocetti (1987)
- Scuola di Atene, Arzanà (1991)
- Adidas. Poesie scelte (1975-1990), Pieraldo editore, prefazione Franco Brevini (1993)
- Suora carmelitana e altri racconti in versi, Guanda (1997)
- Il profilo del Rosa, Mondadori (2000)
- Theios, Interlinea (2001)
- Del Maestro in bottega, Empiria (2002)
- Guerra, Mondadori (2005)
- Noi e loro, Donzelli (2008)
- Roma, Guanda (2009)
- Poesie 1975-2012, Oscar Mondadori, prefazione Massimo Gezzi (2012)
- Jucci, Mondadori (2014)
- O Germania, Interlinea (2015)
- Avrei fatto la fine di Turing, Donzelli (2015)
- Personae, Manni (2017)
- La linea del cielo, Garzanti (2018)
- Betelgeuse e altre poesie scientifiche, Mondadori (2021)
- Poesie 1975-2025, Mondadori (2025) [include la raccolta inedita La coda del Pavone]

### Romanzi (docu-fiction)
- Più luce, padre, Sossella (2006)
- Reperto 74 e altri racconti, Zona (2008)
- Zamel, Marcos y Marcos (2009)
- Il servo di Byron, Fazi (2012)
- La casa di via Palestro, Marcos y Marcos (2014)
- Il racconto dallo sguardo acceso, Marcos y Marcos (2016)
- Due pub, tre poeti e un desiderio, Marcos y Marcos (2019)
- Silvia è un anagramma, Marcos y Marcos (2020)
- Vite negate, FVE (2021)
- Il Gesuita, FVE (2023)

### Quaderni di traduzioni
- Songs of Spring, Marcos y Marcos, 1999
- Una piccola tabaccheria, Marcos y Marcos, 2012
- Il vino delle fate, Algra, 2022

### Saggistica
- I racconti di Canterbury: un'opera unitaria, Guerini, 1991
- Perché era nato lord, Pieraldo, 1992
- L'ipotesi di Malin. Studio su Auden critico-poeta, Marcos Y Marcos, 1997
- Carmide a Reading, Edizioni Empiria, 2002
- Con il testo a fronte. Indagine sul tradurre e l'essere tradotti, Interlinea, 2007
- Mid Atlantic: teatro e poesia nel novecento angloamericano, Effigie, 2007
- Laico alfabeto in salsa gay piccante, Transeuropa, 2010
- Maestri e Amici, Vydia edizioni 2020
- Gli strumenti della poesia. Manuale e diario di poetica, Interlinea 2020
- Il triangolo immaginario, Secop edizioni 2021 [libro di interviste]
- Sul dialogo tra critica e poetica, Nomos edizioni 2022
- Giustizia, Vallecchi 2023)
- Invettive e distopie, Interlinea 2023
- Nel nome del male. Da Lady Macbeth a Stanley Kubrik, Interlinea 2025

### Curatele
- Keats, Sonno e Poesia, Guanda (1981)
- Byron, Manfred, Guanda (1984), poi Mondadori (1990)
- Coleridge, la ballata del vecchio marinaio, Mondadori (1987)
- Kipling, Ballate delle baracche, Mondadori (1988)
- Wilde, la ballata del carcere di Reading, Mondadori (1989)
- Heaney, Scavando, Fondazione Piazzolla (1995)
- Ritmologia, atti del Convegno Il ritmo del linguaggio: poesia e traduzione, Università degli studi di Cassino, Dipartimento di linguistica e letterature comparate, 22-24 marzo 2001, Marcos y Marcos, 2002
- Mario Praz vent’anni dopo, Marcos y Marcos 2003
- Traduttologia: la teoria della traduzione letteraria (2 voll.), Ministero per i beni e le attività culturali, 2005
- La traduzione del testo poetico, Guerini, 1989; Marcos y Marcos, 2004; nuova ed. Interlinea 2021
- Poeti romantici inglesi (2 voll.), Bompiani 1990, 1997; nuova ed. Mondadori 2005, 2022

### Traduzioni
- Adidas, Créaphis, Paris (1994)
- Dans la maison rouverte, Le Temps qu'il fait, Mazères (1998)
- The Shadow of Mount Rosa, Stony Brook-New York (2002)
- Karmeliternonne, Waldgut, Frauenfeld (2003)
- Wings, Chelsea, New York (2008)
- Depuis que la mort va, Alidades, traduction de Philippe Di Meo (2011)
- Mi decir salvaje, edición y epílogo de V. Nardoni, prólogo de J. Siles, traducción de J. Siles, J. D. Armas, V. Nardoni e J. C. Reche, Editorial Pre-Textos, Valencia (2020)
- David’s Jugular. Selected Recent Poems, translated and with an introduction by Moira Egan, Legas New York-Ottawa (2023)